# St.-Laurentii-Kirche (Calbe)

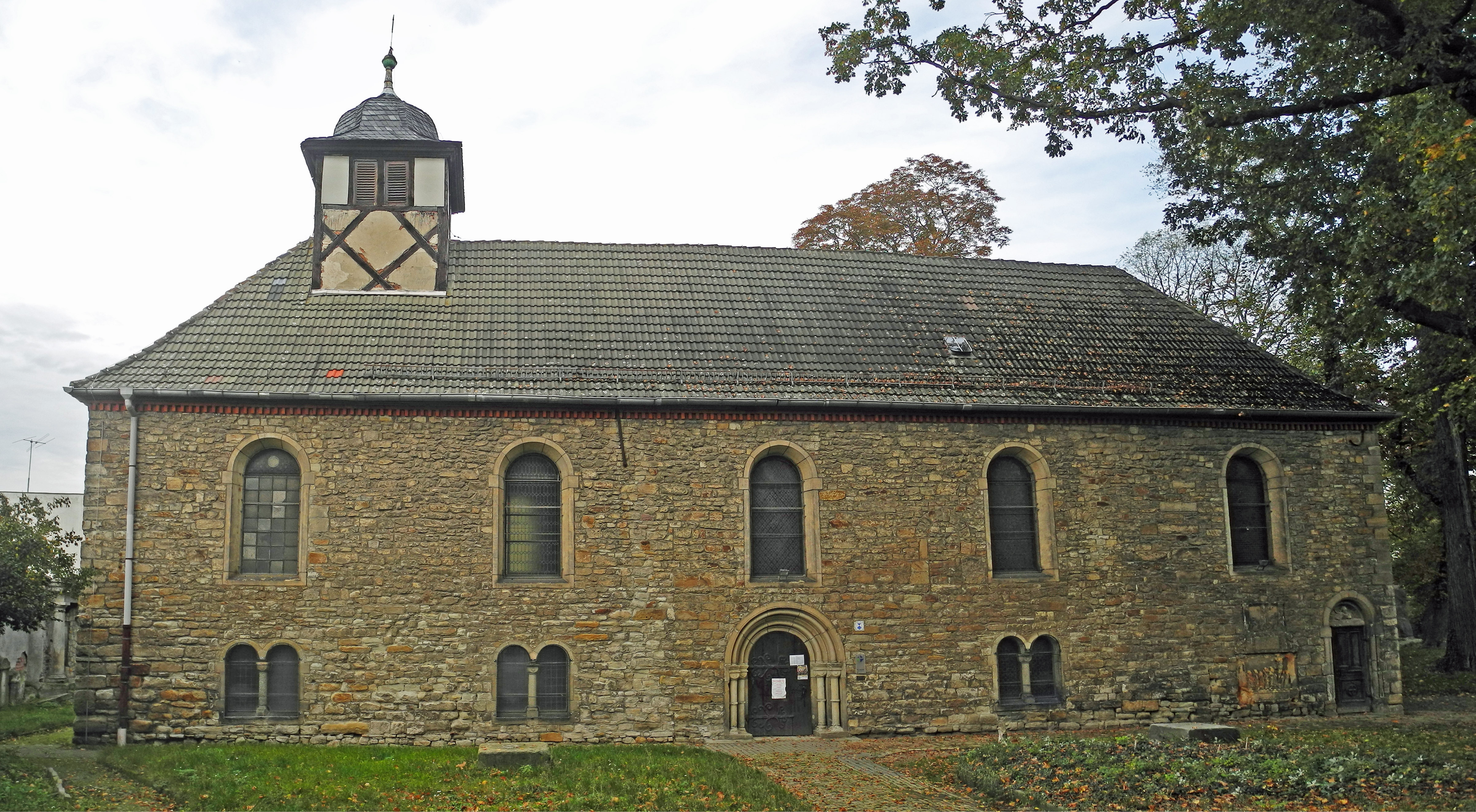
St.-Laurentii-Kirche (Südseite)

St. Laurentii ist eine evangelische Kirche aus dem 10. Jahrhundert in Calbe (Saale).

## Geografie
Die Kirche befindet sich zwischen dem Gelände des Kinderhortes Haus des Kindes und der ersten Schule in der Bernburger Vorstadt in einer Parkanlage, die einmal ein Friedhof war. Gleich am nördlichen Eingang steht ein Luthergedenkstein, der zum 400-jährigen Jubiläum der Reformation 1917 aufgestellt wurde. Der Kirchhof der Laurentii-Kirche wird heute der Alte Friedhof genannt, obwohl er nicht mehr als solcher genutzt wird und alle Gräber eingeebnet sind. Er hatte seine Zeit zwischen 1551 und 1844.
Wegen Platzmangels auf dem Stadtfriedhof (Kirchhof bei der Stephani-Kirche), hervorgerufen durch die hohe Sterblichkeit während der Pestwellen, musste nach einem neuen Kirchhof gesucht werden. Der Rat der Stadt kaufte das Gelände mit Genehmigung des Schlosshauptmanns Hyronimus von Breitenbach östlich vom schon vorhandenen Vorstadt-Friedhof bei der St.-Laurentii-Kirche. Die dort stehenden zwei Häuser wurden abgetragen, die vorhandenen drei Gärten umgewandelt und das neu entstandene Friedhofsterrain mit einer hohen Mauer umgeben.

## Geschichte
Die St.-Laurentii-Kirche, im Volksmund Lorenzkirche genannt, wurde wahrscheinlich schon im 10. Jahrhundert gegründet, gehörte sie doch zu jener Kategorie von Triumph- und Dankeskirchen, die Otto I. nach seinem historischen Sieg bei der Schlacht auf dem Lechfeld über die Ungarn errichten ließ. Otto hatte am Tag der Schlacht, dem 10. August 955, der auch der Tag des Heiligen Laurentius ist, gelobt, Kirchen zu Ehren dieses Heiligen zu errichten, wenn er gegen die Ungarn siegen würde. Es ist ziemlich sicher, dass auch die Kirche in der Bernburger Vorstadt in diese Reihe gehört.

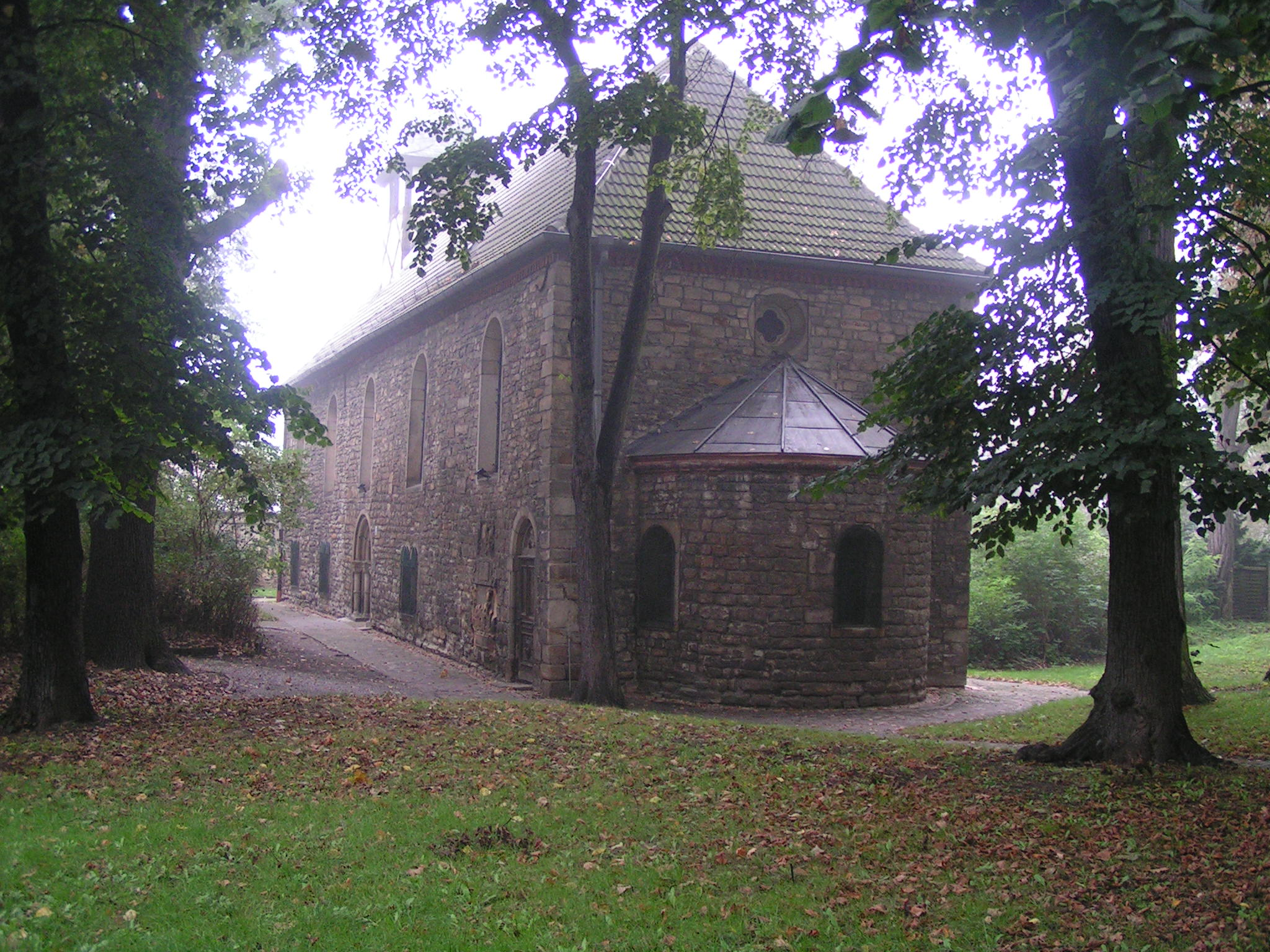
St.-Laurentii-Kirche aus Süd-Ost-Richtung

Wie die calbische Stadtkirche war die St.-Laurentii-Kirche zuerst aus Holz gebaut. Die erste romanische Laurentiuskirche aus Sandstein dürfte im 12. Jahrhundert entstanden sein. Möglicherweise stammt die noch vorhandene Rundapsis aus dieser Zeit. Bis heute blieb die schlichte Kirche einschiffig. Ein Kirchturm, der nicht mehr existiert, war auch vorhanden. Die ursprüngliche romanische Sandstein-Kirche war, wie Baunähte heute noch zeigen, etwa halb so groß wie die heutige und etwas niedriger, was auch an der Rundapsis gut zu erkennen ist. Experten vermuteten die Entstehung der Laurentius-Vorstadtkirche in etwa der gleichen Zeit wie die der romanischen Stephanus-Kirche in der Kernstadt. Allerdings war für diese Kulturhistoriker das 12. Jahrhundert der späteste Termin. Also ist davon aus zugehen, dass die ältesten (östlichen Teile) der Kirche aus dem 11. oder 12. Jahrhundert stammen.
Wann diese Kirche im gotischen Baustil umgebaut wurde, ist nicht gewiss. Ihre zwei Glocken zumindest stammen aus spätgotischer Zeit. Die größere der beiden ist mit der Jahreszahl 1411 versehen und trägt in gotischen Majuskeln (Großbuchstaben) die Inschrift: „Consolor viva, fleo mortua, pello nociva“ (Ich tröste das Lebende, ich beweine das Tote, ich vertreibe das Schädliche). Auf ihr sind auf der einen Seite Maria und auf der anderen Jesus als Weingärtner abgebildet. Die kleinere Glocke, wahrscheinlich vom Ende des 15. Jahrhunderts stammend, trägt in Minuskeln (Kleinbuchstaben) eine ähnliche Inschrift: „Defunctos plango, vivos voco, fulgura frango“ (Die Verstorbenen beklage ich, die Lebenden rufe ich, die Blitze breche ich). Sie zeigt die Abbildungen eines Kreuzes und eines Medaillons mit Engelskopf und Flügeln.
Im Dreißigjährigen Krieg wurde auch die St.-Laurentii-Kirche schwer beschädigt. Unter preußischer Landesherrschaft wurde alles unternommen, um die Kriegsschäden nicht nur zu beseitigen, sondern alles noch bedeutender und vorteilhafter aufzubauen. Johann Heinrich Hävecker berichtete, daß Seine Königliche Majestät von Preussen aus sonderbahrer Gnaden eine Collecte nicht allein im gantzen Hertzogthum Magdeburg, sondern auch im Fürstenthum Halberstadt verwilliget haben, um die Laurentii-Kirche zu renovieren und zu erweitern. Die Renovierungsarbeiten an der Kirche wurden um das Jahr 1699 begonnen. Sie zogen sich bis etwa 1711 hin. Wie aus den alten Bauunterlagen hervorgeht, wurde dabei die Kirche nach Osten und Westen erweitert. In dieser Zeit am Anfang des 18. Jahrhunderts wurde das romanische Bild der Kirche beseitigt. Man trug den Turm ab, ersetzte ihn durch einen kleinen barocken Fachwerk-Dachreiter, der die Glocken aufnahm, und die romanischen Rundbogen wurden in gotische Spitzen umgewandelt. Die unter Friedrich I. begonnene und unter Friedrich Wilhelm I. abgeschlossene Erweiterung und Veränderung der St.-Laurentii-Kirche wurde unter anderem vorgenommen, weil die Bevölkerungszahl der Vorstädte ein halbes Jahrhundert nach dem verheerenden Krieg gegenüber dem Vorkriegsstand um etwa 50 Prozent angewachsen war. Die Nicolai-Fischer-Brüderschaft hatte, nachdem die Hohendorfer St.-Nicolai-Kirche wüst geworden war, bis zum Ende ihres Bestehens 1945 einen Altar in der Lorenzkirche und war ins Kirchengebet eingeschlossen.
Als nach der Reichsgründung 1871 in Calbe durch die Tätigkeit des Verschönerungsvereins vieles anders und schöner wurde, ging man auch daran, diese alte Kirche wieder stilgerechter auszugestalten. 1876 wurden neue Stühle eingebaut, ein Jahr später die Butzenscheiben in den Fenstern entfernt und im Inneren der weiße durch einen grünlichen Wandanstrich ersetzt. Für einen vom Fabrikanten Hans Nicolai gestifteten Preis von 3300 Reichsmark wurde im August 1876 eine neue Orgel feierlich eingeweiht. Außen entfernte man den Kalkputz, die Fenster und das Hauptportal wurden wieder mit romanischen Rundbogen versehen und gekoppelte Fenster im unteren Teil neu eingebrochen. 1964/65 wurde das Gesamtbild des Innenraumes noch mehr vereinfacht, man entfernte die beengenden Emporen und den die Apsisnische verdeckenden Altar, so dass zusammen mit der flachen Holzdecke ein Innenraum von romanischer Formgebung entstand.
Der Pfarrer der Stadtkirche, Magister Hävecker, war als Lokalpatriot und Pastor primarius in Calbe und Umgebung der Meinung, dass die St.-Laurentii-Kirche eine Tochterkirche (Filial) der St.-Stephani-Kirche sei. Somit hätte auch der Magistrat der Stadt das Besetzungsrecht der Lorenz-Pfarrstellen gehabt. Immerhin, so Hävecker, seien die Vorstadtpfarrer Subdiakone genannt worden. In seiner phantasiereichen Art leitete Hävecker dieses Recht sogar aus einer vermeintlichen Rangordnung der beiden Heiligen ab. Hertel aber wies überzeugend nach, dass es nie ein Patronatsrecht der St.-Stephani- über die St.-Laurentii-Kirche gegeben hatte, weder vor noch nach der Reformation. Wie aus einer in den Magdeburger Geschichtsblättern XXXI. (S. 83) abgedruckten Urkunde vom 20. März 1439 hervorgeht, hatte die Lorenzkirche bereits im Mittelalter einen eigenen Pfarrer, der wahrscheinlich dem Archidiakon (1. Stellvertreter des Bischofs) des Kirchenbannes (-bezirkes) Calbe und damit letztendlich dem Magdeburger Erzbischof unterstand.

## Stock-Epitaph
Das bedeutende Renaissance-Epitaph für Lorenz Stock (Bürgermeister 1559–1561) erhielt einen Platz an der St.-Laurentii-Kirche neben der Sakristei. Darüber wurde das barocke Relief Gott Vater angebracht, das sich seit der Generalrenovierung der Kirche im Jahr 1890 über der Sakristeitür befindet. Das Epitaph besteht aus zwei Teilen. Das untere, von Säulen eingerahmte Bild zeigt Christus am Kreuz. Rechts vom Kreuz knien zwei Frauen, links fünf Männer und ein Kind. Darunter die Inschrift: Der erbar und wolweiser Lorentz Stock Burgemeister rut in Got selig entschlaffen den 25. July Anno 1571, Die erbar und tugentsame Anna Lorentzin Lorentz Stock seligen nachgelassene Witwe ist selig in Gott entschlaffen. Das obere Bild des Epitaphs zeigt, ebenfalls von Säulen eingerahmt, den auferstandenen Christus mit der Kreuzfahne, Tod und Teufel bekämpfend. Der Gedankenwelt des 16. Jahrhunderts entsprechend, stehen und liegen dem Messias Landsknechte zur Seite. Darunter ist das Bibelzitat (Hi 19,25–27 ) zu lesen:

„Ich weiß das mein Erlöser lebet und er wirdt mich hernach aus der Erden aufferwecken und werde mit diser meiner Haut umbgeben werden und werde in meinem Fleisch Got sehen. Denselben werde ich mir sehen und meine Augen werden ihn schauen und kein Fremder.“

Bei den Aufräumungsarbeiten des Calbeschen Verschönerungsvereins unter der Schirmherrschaft des Unternehmers Hans Nicolai Ende des 19. Jahrhunderts wurden die Grabsteine und Epitaphe an der westlichen Friedhofsmauer und an der Nordseite der Kirche aufgestellt. 1877 hatte man schon die Akazien aus dem 18. Jahrhundert gerodet und dafür Linden gepflanzt.